# 雷迅
雷迅（？—），男，畲族，中华人民共和国政治人物。现任中国人民解放军空军研究院研究员。第十三、十四届全国政协委员。